# Spathius elegans
Spathius elegans är en stekelart som beskrevs av Matthews 1970. Spathius elegans ingår i släktet Spathius och familjen bracksteklar. Inga underarter finns listade i Catalogue of Life.